# 恐惧游戏

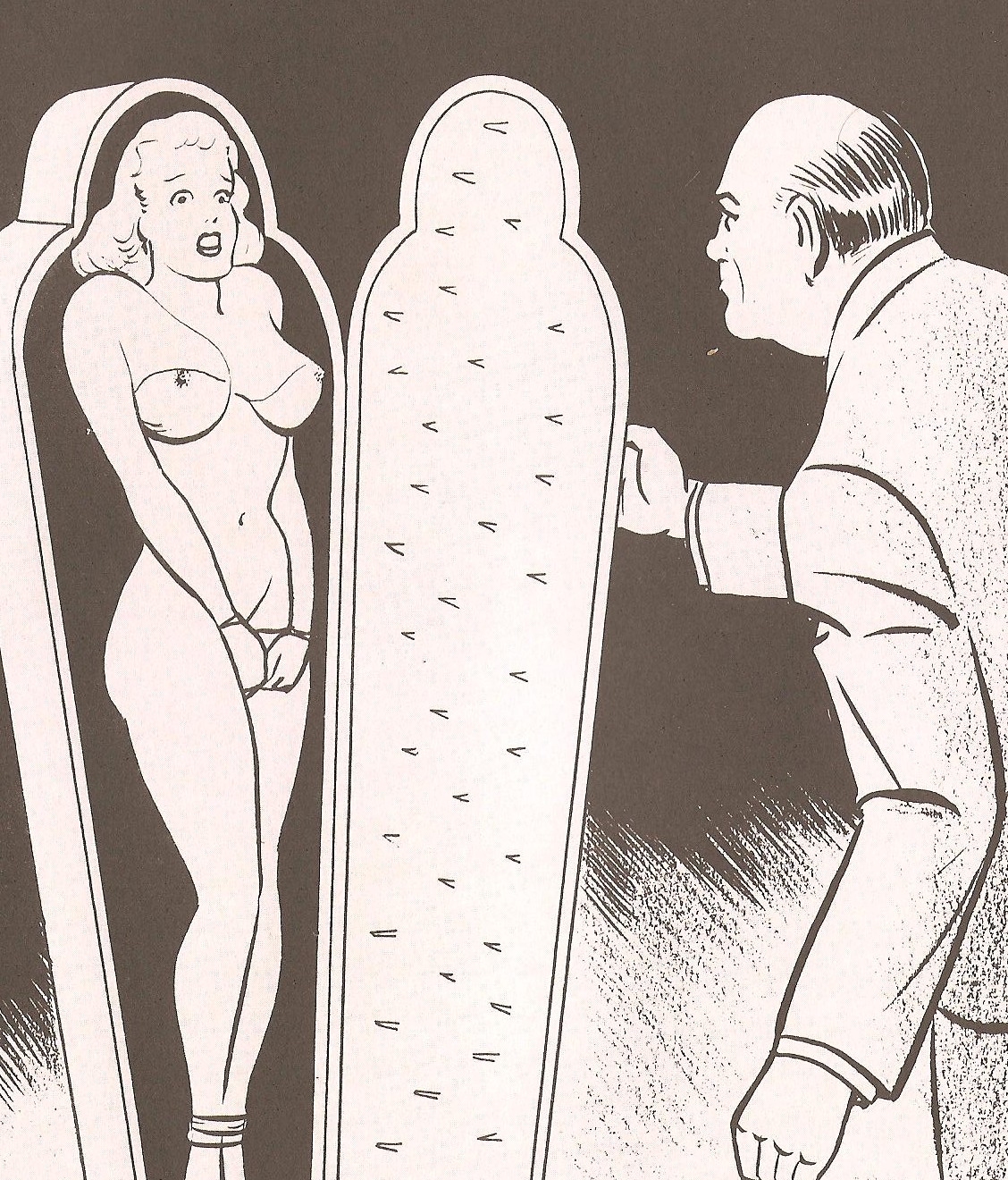

恐惧游戏，是利用恐惧来进行性唤起的与性相关的行为。不同于自虐倾向，恐惧游戏并不会对参与者产生快感或兴奋进行内啡肽释放，而是通过恐惧引发肾上腺素的释放。

## 定义

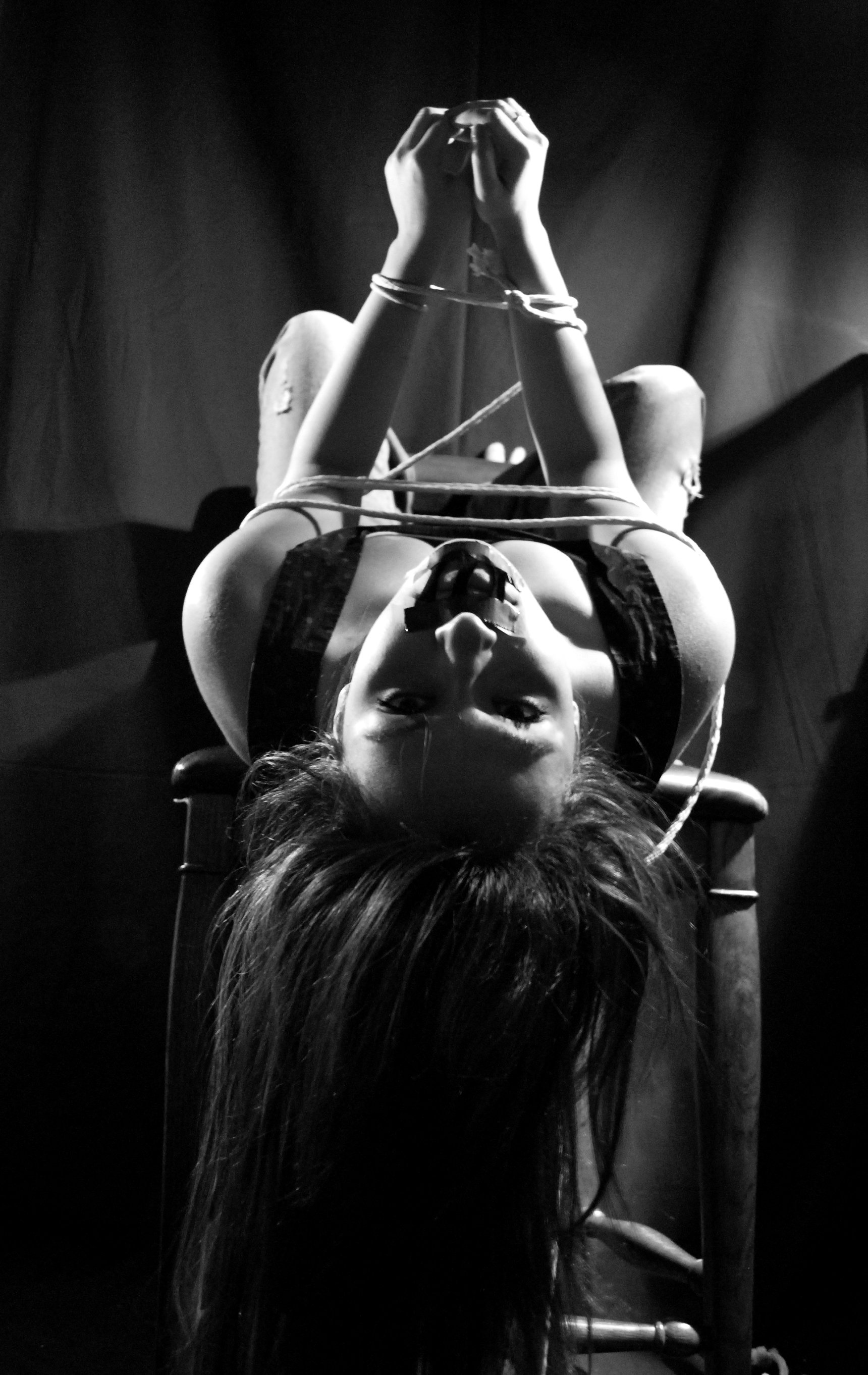
一个女人被捆绑在家具上

恐惧戏通常被认为是边缘游戏，一类具有较高的生理或心理风险BDSM活动。不过他们可能会推动或忽略某些边缘游戏的场景，通过无助感来提高性兴奋。窒息和阉割戏在边缘游戏中出现。

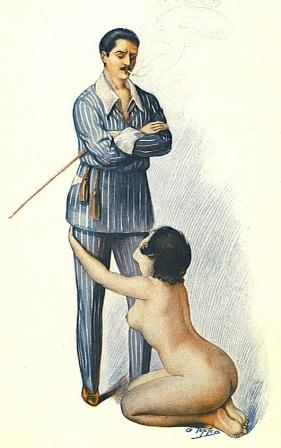
一个女人在抱紧她的伙伴